# Marylki
Marylki (właśc. Zgromadzenie Sióstr Najświętszego Imienia Jezus pod opieką Maryi Wspomożenia Wiernych, skrót: CSNI) – żeńskie bezhabitowe zgromadzenie zakonne założone przez bł. o. Honorata Koźmińskiego i sł. B. Franciszkę Marię Witkowską w 1887 r. Powstanie i charakter Zgromadzenia ściśle wiąże się z kasatą zakonów w zaborze rosyjskim po upadku powstania styczniowego. 
Założeniem Sióstr Najświętszego Imienia Jezus jest naśladowanie ukrytego życia Jezusa w Nazarecie, wypełnianie ślubów czystości, ubóstwa i posłuszeństwa poprzez świadectwo swojego życia, modlitwę, pokutę i pracę.

## Działalność
Zgromadzenie uczestniczy w pracach duszpasterskich Kościoła lokalnego. Siostry pracują w charakterze katechetek, zakrystianek, organistek oraz na plebaniach i w placówkach o działalności oświatowo-wychowawczej. Ponadto Zgromadzenie prowadzi katolicką szkołę podstawową i gimnazjum w Warszawie oraz przedszkola w Warszawie, Poznaniu i Klimontowie. Działalność zgromadzenia obejmuje także pomoc chorym w szpitalach, domach opieki i ośrodkach zdrowia. 
Zgromadzenie posiada również placówki zagraniczne w Namibii (placówka misyjna), Wielkiej Brytanii, Kanadzie oraz na Litwie.